# Het zandlopersanatorium
Het zandlopersanatorium (Pools: Sanatorium pod klepsydrą) is een Poolse dramafilm uit 1973 onder regie van Wojciech Jerzy Has. De film is gebaseerd op de verhalenbundel Het sanatorium van de Poolse auteur Bruno Schulz.

## Verhaal
Józef komt per trein aan in het sanatorium waar eens zijn vader is overleden. In dromen komen zijn herinneringen boven en wordt hij belegerd door soldaten uit het verleden, koloniale huursoldaten, vriendinnen van vroeger en zijn ouders. Als hij in de tijd terugkeert, is de stad ontvolkt en de Joodse cultuur vernietigd in de Holocaust.

## Rolverdeling
| Acteur             | Personage                |
| ------------------ | ------------------------ |
| Jan Nowicki        | Józef                    |
| Tadeusz Kondrat    | Jakub                    |
| Irena Orska        | Moeder van Józef         |
| Gustaw Holoubek    | Dr. Gotard               |
| Halina Kowalska    | Adela                    |
| Mieczyslaw Voit    | Conducteur               |
| Bozena Adamek      | Bianka                   |
| Ludwik Benoit      | Szloma                   |
| Henryk Boukolowski | Brandweerman             |
| Jerzy Przybylski   | Mijnheer de V.           |
| Wiktor Sadecki     | Hoogwaardigheidsbekleder |
| Szymon Szurmiej    | Jood                     |
| Filip Zylber       | Rudolf                   |